# Abandonering
Abandonering innebär att en konkursförvaltare fattar beslut att viss gäldenären tillhörig egendom inte ska ingå i konkursboet. 
Ordet abandonering betyder närmast "övergivande" och innebär att egendomen återlämnas till gäldenären. 
- Konkursförvaltare hade rätt att återkalla beslut om abandonering,[1]